# Golo Brdo (żupania virowiticko-podrawska)
Golo Brdo – wieś w Chorwacji, w żupanii virowiticko-podrawskiej, w mieście Virovitica. W 2011 roku liczyła 364 mieszkańców.